# Понцоне
Понцоне (итал. Ponzone) — коммуна в Италии, располагается в регионе Пьемонт, в провинции Алессандрия.
Население составляет 1218 человек (2008 г.), плотность населения составляет 18 чел./км². Занимает площадь 69 км². Почтовый индекс — 15010. Телефонный код — 0144.
Покровителем коммуны почитается святой Иустин, празднование 18 сентября.

## Демография
Динамика населения:

## Города-побратимы
- Сержи (Франция, с 2004)

## Администрация коммуны
- Официальный сайт: http://www.comuneponzone.it/